# ジョン・カストリオティ
ジョン・カストリオティ（Gjon Kastrioti, ? - 1442年）は、アルバニアの国民的英雄スカンデルベグの父親。イタリア語の「ジョヴァンニ・カストリオータ (Giovanni Castriota)」という別名でも知られる。

## 生涯
クルヤ地方のカトリックを信仰する貴族であった。オスマン帝国との国境に接する貴族にはよくあることだが、子供たちをオスマン宮廷に連れ去られて忠誠心を誓わされていた。1430年にクルヤにおいてオスマン帝国に対して謀叛を起こすが不首尾に終わり、1442年に逝去すると、スルタンのムラト2世がすぐさまアルバニア中部を平定した。
スカンデルベクは息子に父親と同じ名を付けている。